# Know Me
Know Me è un singolo del rapper canadese Nav pubblicato il 22 marzo 2019.

## Video musicale
Il video musicale, della durata di 2:47, è stato pubblicato sul canale VEVO di Nav.

## Tracce
1. Know Me – 2:28